# Ludovico Bonito

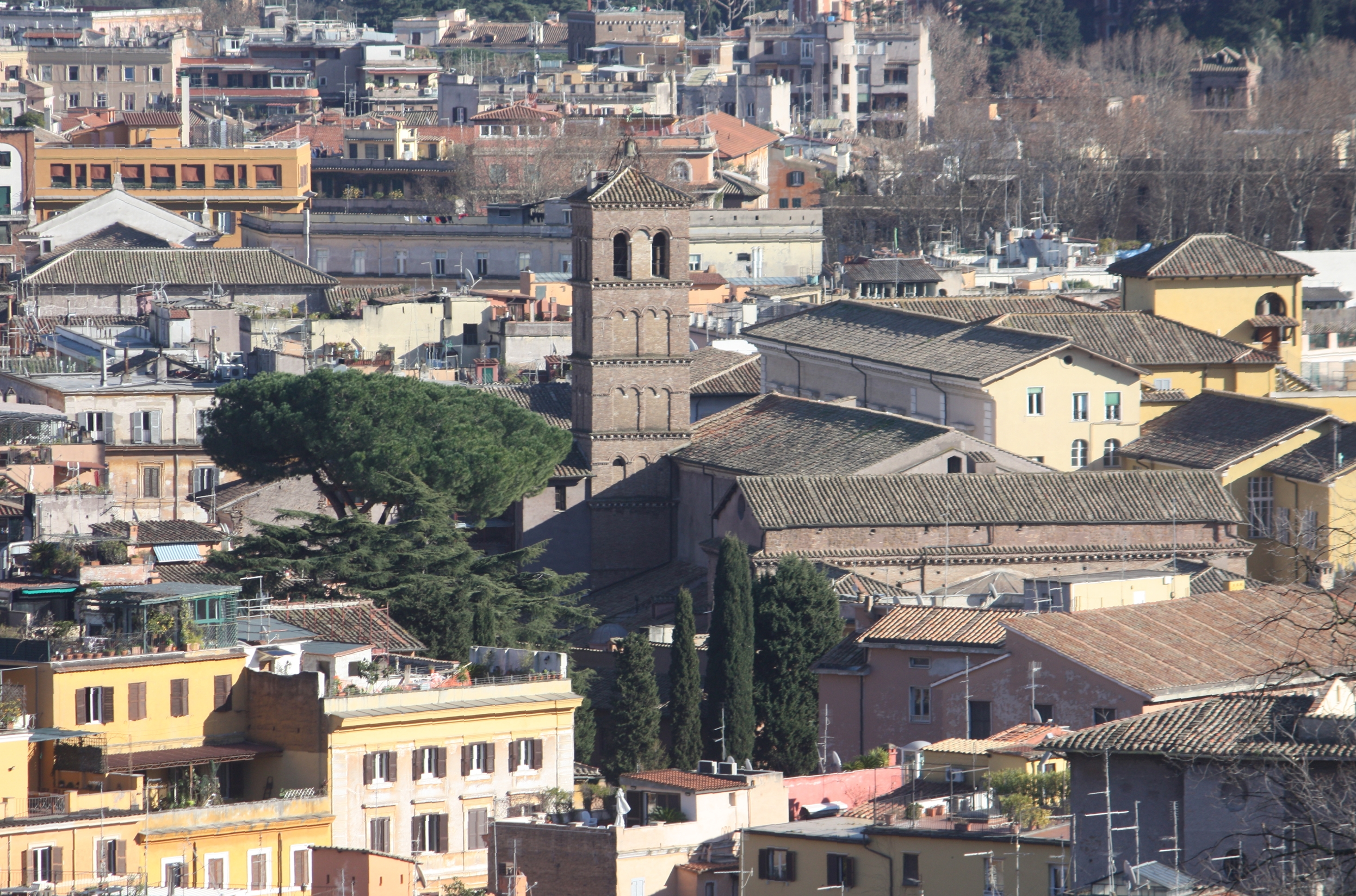
Basiliek van Santa Maria in Trastevere, Rome

Ludovico Bonito of Boneto Brancaccio (Agrigento, 1350 – Rimini, 13 september 1413) afkomstig uit het koninkrijk Sicilië was een kardinaal-aartsbisschop van de Roomse Kerk. Zijn naam in het Latijn was Ludovicus Bonitus de Brancatiis.
Tijdens het Westers Schisma koos hij continu de zijde van de zetelende paus in Rome.
Bonito was achtereenvolgens aartsbisschop van Palermo en primaat van Sicilië, aartsbisschop van Antivari of Bar in Montenegro destijds Republiek Venetië, titulair aartsbisschop van Thessaloniki, bisschop van Bergamo met persoonlijke titel van aartsbisschop van Bergamo, aartsbisschop van Pisa en primaat van Corsica en Sardinië in de republiek Pisa en ten slotte aartsbisschop van Tarente in het koninkrijk Napels (1407-1412). Paus Gregorius XII verleende hem de kardinaalshoed in 1408.

## Levensloop

### Koninkrijk Sicilië
Bonito werd geboren in Agrigento, op Sicilië. Zijn familie was een adellijke familie afkomstig uit de Amalfistreek en droeg soms de familienaam Brancaccio naar de naam van Bonito’s moeder. Hij voltooide de studies van doctor in beide rechten in een verder onbekende universiteit. Bonito behoorde tot de politieke fractie van Manfredi III Chiaromonte, graaf van Modica, graaf van Malta en hertog van Gerba. Deze man was een van de vier regenten tijdens het minderjarig koningschap van Maria van Sicilië. Zijn invloedssfeer was West-Sicilië. Door toedoen van hertog Manfredi III verkoos het kapittel van de kathedraal van Palermo Bonito tot nieuwe aartsbisschop. De vorige, Nicola van Agrigento, was met geweld van de aartsbisschoppelijke troon verjaagd, omdat hij vijandig stond tegenover hertog Manfredi III. Paus Urbanus VI legde zich neer bij deze toestand in Palermo en benoemde Bonito.
Met het aartsbisdom Palermo was de titel verbonden van primaat van Sicilië. Zodoende had Bonito belangrijke inspraak aan het koninklijk Hof. Hij zag hoe de jonge koningin in de invloedssfeer kwam van het Huis Barcelona. Martinus de Jongere huwde met Maria, en diens vader, Martinus I van Aragon bijgenaamd de Oudere namen de touwtjes in handen vanuit het koninkrijk Aragon. Paus Bonifatius IX, een Napolitaan, vond in Benito een medestander in het Westers Schisma want het Huis Barcelona steunde tegenpaus Clemens VII in Avignon. Voor de rest van zijn leven bleef Bonito de pausen in Rome trouw.
In 1392 vielen vader Martinus en zoon Martinus met hun leger Sicilië binnen. De vier regenten werden de laan uitgestuurd. Maria bevestigde haar koningschap en Martinus de Jongere werd regerende koning-gemaal. Palermo was het laatste bolwerk van anti-Aragonees verzet. Hertog Manfredi III werd opgehangen en de anti-Aragonese fractie was verslagen. Aartsbisschop Bonito vreesde voor zijn leven. Hij vluchtte het land uit doch keerde later naar Sicilië terug. De aartsbisschoppelijke troon was intussen ingenomen door een Catalaan: Alberto di Villamrin. Ondanks verzoenende gesprekken tussen paus Bonifatius IX en Martinus de Oudere, kreeg Benito de bisschopstroon niet terug. Evenmin schonken de Aragonezen zijn aangeslagen goederen terug. In 1395 gaf hij het op. Bonito verliet Sicilië om nooit meer terug te keren.

### Pauselijke Staat
In de jaren 1395-1399 verbleef hij aan het Pauselijk Hof in Rome of in kastelen van paus Bonifatius IX in de Pauselijke Staat. Bonito was op de dool. Hij gaf het aartsbisdom Palermo pas op toen de paus hem een ander aartsbisdom gaf (1395): Antivari in de republiek Venetië, thans Bar in Montenegro. Bonito bleef verder huizen in de Pauselijke Staat. In 1396 ontving hij dan maar een formele titel, deze van titulair aartsbisschop van Thessaloniki in Griekenland.
In 1399 transfereerde paus Bonifatius IX Bonito naar de bisschopstroon van Bergamo in Noord-Italië. Bonito trok naar Bergamo doch zou er nooit gewoond hebben. Hij mocht er de persoonlijke titel van aartsbisschop van Bergamo dragen. 

### Republiek Pisa
Een jaar later werd Bonito getransfereerd naar Pisa. Hij werd plechtig ingehuldigd door de autoriteiten van de republiek Pisa. Met de aartsbisschoppelijke troon droeg hij voortaan de titels van primaat van Corsica en primaat van Sardinië. Bonito liet het aartsbisdom Pisa besturen door vicarissen. In 1406 kwam er een definitief einde aan de republiek Pisa. Soldeniers betaald door het hertogdom Florence veroverden Pisa voor de Florentijnen. De Raad van Tien in Florence eiste van paus Innocentius VII de afzetting van aartsbisschop Bonito. Voor de Florentijnen was Bonito’s rol uitgespeeld. Het gevolg was dat Bonito ontslagen werd ten voordele van een Florentijn op de aartsbisschoppelijke troon van Pisa (1407). 

### Koninkrijk Napels
Paus Innocentius VII transfereerde Bonito datzelfde jaar naar het aartsbisdom Tarente, gelegen in het koninkrijk Napels (1407). Hier heerste koning Ladislaus van het Huis Anjou-Sicilië; Ladislaus was prins van Tarente. Paus Gregorius XII benoemde Bonito tot kardinaal een jaar later (1408). Wonen deed Bonito niet in Tarente. Kardinaal Bonito was immers de diplomaat om voor de paus te bemiddelen bij koning Ladislaus aan het Hof in Napels. Zijn titelkerk in Rome was de Santa Maria in Trastevere; Bonito had de graad van kardinaal-priester. 
In 1409 werd paus Gregorius XII afgezet door het Concilie van Pisa, een mijlpaal in de strijd tussen de pausen van Rome en Avignon. Voor Bonito die steeds trouw was aan de paus in Rome, viel de politieke steun weg. Bonito ging op de vlucht en volgde Gregorius, oorspronkelijk een Venetiaan, naar Friuli. Ex-paus Gregorius riep in Cividale del Friuli tevergeefs een concilie samen om zijn rechten op te eisen. Bonito volgde Gregorius verder op diens vlucht naar Rimini (1412). 
In Rimini stierf Bonito een jaar later (1413) ten gevolge van een zware koortsaanval. Hij werd begraven in de San Francescokerk in Rimini. In de kathedraal van Rimini werd een marmeren gedenkplaat aangebracht in zijn herinnering. Het grafmonument draagt een tekst die onder meer herinnert aan zijn Siciliaanse geboortegrond en aan de “duizend gevaren” die Bonito meemaakte wanneer hij Gregorius volgde op diens vlucht uit Rome. Het wapenschild op de marmeren plaat is afgesleten door gelovigen die erover wreven.